# Joe Carroll

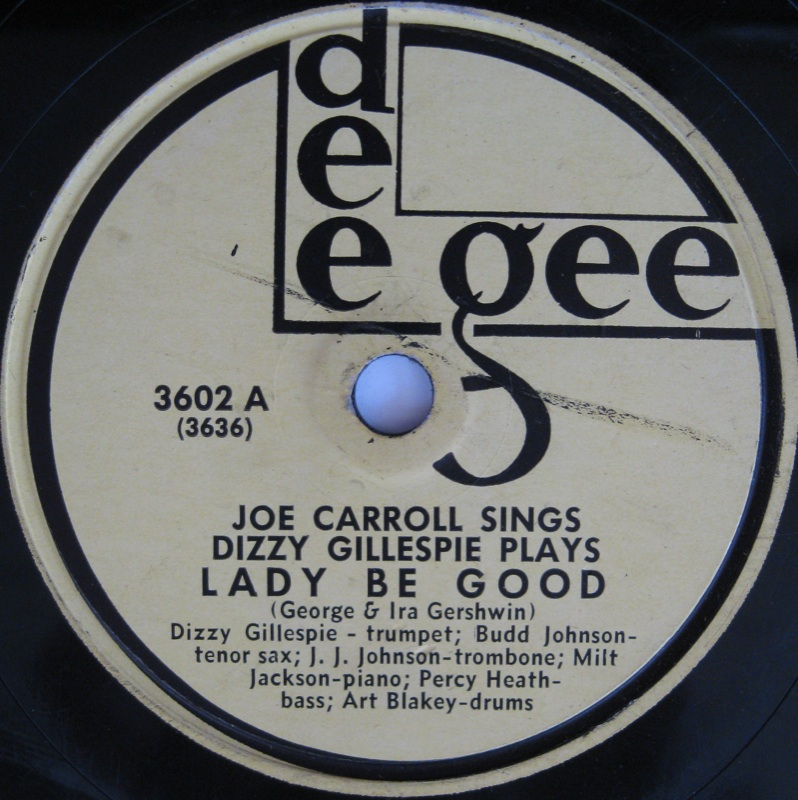
Schellack-Platte von Joe Carroll mit der Dizzy Gillespie Band: „Lady Be Good“

Joe Carroll, eigentlich Joseph Carroll, genannt „Bebop“ (* 25. November 1919 in Philadelphia; † 1. Februar 1981 in New York City), war ein  US-amerikanischer Jazzsänger. Bekannt ist er durch seine Aktivität in der Dizzy Gillespie Big Band um 1950.

## Leben und Wirken
Joe Carroll orientierte sich mit seinem Gesangsstil zunächst am Stil von Bing Crosby der frühen 30er, wie beim Standard „I′ll Remember April“ mit dem Orchester von Charlie Barnet im Jahr 1941. Er trat zuerst in Kindersendungen auf und wirkte 1943 in dem Film Stormy Weather mit. Im selben Jahr entstanden noch Aufnahmen mit der Formation Musical Madcaps. Später sang er im Orchester Paul Bascomb und arbeitete 1949 bis 1953 in der Band von Dizzy Gillespie, bei dem er das Publikum mit Novelty Songs wie Mary Lou Williams’ „In the Land of Oo-Ba-De (The Bop Fairy Tale)“ (1949) oder „Lady Be Good“ unterhielt und dabei eine übertriebene Parodie des gewohnten Outfits des Boppers trug.
Der Autor Will Friedwald schrieb über Carroll: Er „sah sich selbst als Pop-Pendant des großen Leo Watson, und er erreichte einiges von Watsons Feeling, niemals jedoch seine wahnsinnige Genialität“. Seine Stärke waren Up-Tempo-Nummern mit Scat-Einlagen, wie auf seinem bekanntesten Album Joe Carroll with the Ray Bryant Trio von 1956 zu hören.
Mit Gillespie war er auch 1953 auf Europa-Tournee; danach arbeitete er mit eigenen kleineren Formationen, trat aber auch mit Eric Dolphy auf. 1962 entstand das Album Man with a Happy Sound (mit Grant Green, Spec Williams, Connie Lester und Lee Ausley). 1964/5 war er mit Woody Herman auf Tournee.
Carrolls Bop-Gesang hat eine starke humoristische Note und zeigt Einflüsse des Gesangstils von Leo Watson. Dies zeigt sich bei den Scat-Einlagen auf Titeln wie Jump-Did-Le-Ba von 1949. 
Tadd Damerons Song „A Be Bop Carroll“ (1947), der von Fats Navarro eingespielt wurde, enthält Anspielungen auf ihn.

## Diskografie
- Joe Carroll with the Ray Bryant Trio: Joe Carroll (Epic, 1956)
- Dizzy Gillespie: The Champ (Savoy, 1951–52)[3]
- Dizzy Gillespie: 1949-1950 (Classics); Pleyel Concert 1953 (Vogue, 1953)
- Dizzy Gillespie: Gillespiana / Carnegie Hall Concert (Verve, 1960–61)
- Musicals Madcaps: (Auf der LP:) Harlem Roots - Jazz On Film: Jivin´ Time (Storyville, 1944–45)